# بلامين يانكوف
بلامين يانكوف (بالبلغارية: Пламен Янков)‏ (مواليد 1 أكتوبر 1954) هو ملاكم بلغاري، مثّل بلاده في الألعاب الأولمبية الصيفية في دورتي 1976 و1980.

## روابط خارجية
بلامين يانكوف على موقع أوليمبيديا (الإنجليزية)